# Томаш Ролінек
Томаш Ролінек (чеськ. Tomáš Rolínek; нар. 17 лютого 1980, м. Ждяр-над-Сазавою, ЧССР) — чеський хокеїст, лівий нападник. Виступає за «Салават Юлаєв» (Уфа) в Континентальній хокейній лізі. 
Виступав за ХК «Пардубиці», ХК «Їндржихув-Градець», «Літвінов», ХК «Ліберець», «Градець-Кралове», «Металург» (Магнітогорськ).
У складі національної збірної Чехії учасник зимових Олімпійських ігор 2010 (5 матчів, 1+0), учасник чемпіонатів світу 2006, 2007, 2008, 2009, 2010 і 2011 (43 матчі, 8+6). 
Досягнення
- Чемпіон світу (2010), бронзовий призер (2011)
- Чемпіон Чехії (2005), срібний призер (2003, 2007)
- Фіналіст Ліги чемпіонів (2009).